# Hampe Faustman
Erik Stellan "Hampe Faustman" Chatham, né le 3 juillet 1919 à Stockholm (Suède) et mort dans cette ville le 26 août 1961, est un acteur et réalisateur suédois.

## Biographie
Hampe Faustman a comme parents le caricaturiste Gösta Chatham (sv) et l'artiste et auteure Mollie Faustman et a comme sœur la pédagogue et auteure Tuttan Faustman-Hedberg (sv).
L'acteur, qui est apparu dans 23 films entre 1940 et 1961, a également réalisé 20 films entre 1943 et 1955. Il a été marié à l'actrice Gunn Wållgren de 1941 à 1949.

## Filmographie partielle

### Comme acteur
- 1940 : Med livet som insats : Freedom fighter
- 1941 : En kvinna ombord : Martin Frost
- 1942 : Rid i natt! : Bo Eriksson
- 1943 : En vår i vapen : Åke
- 1943 : Kvinnor i fångenskap : Roland Johansson
- 1943 : Katrina : Einar
- 1943 : Det brinner en eld : Georg Brandt
- 1943 : Natt i hamn : Guest at 'Kontinenten'
- 1943 : Sonja : Workshop manager
- 1943 : Älskling, jag ger mig : Bertil Hellman
- 1944 : Excellensen : En fångvaktare
- 1944 : Den osynliga muren : Patrol commander
- 1944 : Vi behöver varann : Malm's Father
- 1945 : Crime et Châtiment (Brott och straff) : Rodja Raskolnikov
- 1945 : Mitt folk är icke ditt : Max Holm
- 1946 : När ängarna blommar : Ville
- 1946 : Medan porten var stängd : Tomas Ekberg
- 1946 : Harald Handfaste : Peasant
- 1948 : Lars Hård : Prison reverend
- 1949 : Smeder på luffen : Brofelt
- 1952 : Hon kom som en vind : Funfair visitor
- 1955 : Kärlek på turné : Man leaving the café
- 1957 : Aldrig i livet : Klämman
- 1961 : A Matter of Morals : Kronstad

### Comme réalisateur
- 1945 : Crime et Châtiment (Brott och straff)
- 1948 : Port étranger (Främmande hamn)
- 1955 : Resa i natten (sv)